# Guatteria caniflora
Guatteria caniflora är en kirimojaväxtart som beskrevs av Carl Friedrich Philipp von Martius. Guatteria caniflora ingår i släktet Guatteria och familjen kirimojaväxter.

## Underarter
Arten delas in i följande underarter:
- G. c. angustifolia
- G. c. caniflora
- G. c. latifolia